# Чаннин (князь Гун)
Айсиньгиоро Чаннин (кит. трад. 愛新覺羅 常寧, маньчж. ᠴᠠᠩᠠᡳᠩ; 8 декабря 1657 — 20 июля 1703) — маньчжурский принц династии Цин, формально известный как принц Гун (1671—1703). Пятый сын цинского императора Шуньчжи и сводный брат цинского императора Канси.

## Биография
Представитель маньчжурского правящего клана Айсин Гёро. Родился 8 декабря 1657 года в Пекине. Пятый сын Фулиня (1638—1661), императора Цинской империи Шуньчжи (1643—1661). Его матерью была наложница из клана Чэн.
1 марта 1671 года император Канси пожаловал своему сводному брату Чаннину титул великого князя Гуна первого ранга. В августе 1690 года он был назначен одним из двух главнокомандующих экспедиции против джунгарского лидера Галдан-Бошогту-хана, давнего врага Цинской империи. Получив титул «Великий полководец, умиротворяющий Север» (安北大將軍), ему было приказано провести свои армии через перевал Сифэнкоу (喜峰口) к северу от Пекина, а затем объединить свои силы с те, что принадлежали его сводному брату Фуцюаню, другому главнокомандующему, чтобы атаковать Галдана. Они достигли позиции Галдана 3 сентября, но после сражения, завершившегося безвыходным положением, позволили Галдану сбежать, ошибка, за которую Чаннин был лишен места в совещательном совете принцев и высших сановников. В 1696 году Чаннин принял участие в новой кампании, которая решительно ослабила Галдана перед окончательным поражением последнего в 1697 году.
Когда он умер 20 июля 1703 года, Чаннин не получил посмертных почестей, равных его княжескому рангу, и ему не разрешалось передавать свой титул своим потомкам, которые вместо этого унаследовали пониженные звания в соответствии с законами о передаче дворянских титулов Цин.

## Семья
У Чаннинга бьло две главных жены, одна из клана из Нара (嫡福晉那拉氏), а вторая из клана Ма (嫡福晉 馬氏). От жен и наложниц у него было шесть сыновей (Ёншоу, Мандуху, Хайшань, Дуйцинъэ, Чжуотай, Вэньшубао) и семь дочерей.